# Országos Rabbiképző – Zsidó Egyetem
Az Országos Rabbiképző – Zsidó Egyetem (röviden: OR-ZSE) 1877-ben Budapesten alapított, a világ legrégibb, ma is alapításának helyén működő rabbiképző intézete.

## Története
Magyarországon már a 19. század elejétől kezdve történtek erőfeszítések egy rabbiszeminárium alapítására. Ebben az időszakban éleződött ki a feszültség Kelet- és Közép-Európa hagyománytisztelő, stetl-világban élő, elszigetelt zsidósága, és a Nyugat-Európai, felvilágosodás eszméit magukévá tevő, modernizálódó zsidóság között. A kétféle kultúra Magyarországon találkozott: a 19. század elejétől számos lengyelországi zsidó települt át Magyarországra. Később sokan menekültek ide Németországból, Ausztriából, valamint Morvaországból. Ahogy a judaista Moshe Carmilly-Weinberger írja, "készülődött a rabbiszeminárium kérdése körüli harc a zsidó közösségekben".
Az ortodox rabbik megpróbálták a rabbiszeminárium alapítását megakadályozni, és egy delegációt küldtek Ferenc József császárhoz Bécsbe. Ferenc József azonban nemcsak hogy kiállt a rabbiképző iskola alapítása mellett, de a finanszírozás kérdését is megoldotta: visszaadta a magyar zsidóknak azt a pénzt, amit még az 1848-as forradalom miatt Haynau hadisarcként vetett ki rájuk. Így végül 1877. október 4-én nyitotta meg kapuit az intézmény.

## Az épület
Az 1876–1877-ben felépült épület külső homlokzatát Kolbenheyer Ferenc, belső kiképzését Freund Vilmos tervezte. A Budapest VIII. kerületi Somogyi Béla (akkor Bodza) utca és Bérkocsis utca sarkán álló hatalmas, kétemeletes épülettömböt Kolbenheyer Ferenc romantikus stílusban építette. A lizéniákkal tagolt, sarokrizalitokkal, vakárkádsoros, tagozott főpárkányzattal ellátott épület hármas félköríves kialakítású, osztással tagozott, a rizalitokon elhelyezkedő nagy ablakokkal került kialakításra, részben a Dohány utcai zsinagóga stílusát utánozva. A nyugodt ritmusúnak tartott épület összes ablaknyílásai és árkádos kapubejárata félköríves záródású. Az egész homlokzatot vakárkádsoros attika zárta le. A telek 40.000, az épület 190.000, a berendezés 25.000 Forintba került.

## Célok
Az intézményt kezdetben az ortodox zsidóságtól való elhatárolódás jellemezte. A zsidók magyarországi asszimilációját támogatta, magát magyar egyetemként határozta meg. A rabbinövendékek nem csak a szeminárium falai között tanultak zsidó vallástudományt, hanem párhuzamosan egyetemi tanulmányokat folytattak általában valamely társadalom-, vagy bölcsészettudományi, ritkábban jogtudományi szakon a Pázmány Péter Tudományegyetemen. Alapvető cél volt, hogy a rabbinövendékeket magas szintű világi tudással vértezzék föl. Jellemzően rabbivá is csak azután avatták a szeminárium végzettjeit, miután doktori, vagy ahogyan akkortájt nevezték: bölcsésztudori címet szereztek az egyetemen. Mindez a Magyarországon ekkor létlétrejövő „neológ” zsidóság ideológiai alapvetéséből fakadt.
Sémi filológián nem csak a héber és arámi nyelvű tanulmányokat értettek, így oktatóként a 20. század elején Goldziher Ignác személyében a rabbiszeminárium korának egyik legnevesebb iszlám-kutatóját is foglalkoztatta.

## A nyilas uralom idején
1944. március 19-én bevonultak Budapestre a német seregek. Másnap az SS elfoglalta a Rabbiszeminárium épületét és begyűjtőhelyként alkalmazták. Magyar zsidók és politikai foglyok ezreit deportálták innen a megsemmisítő táborokba, főként Auschwitzba.
Az egyetemi könyvtár legértékesebb darabjait a vezetés még idejében biztonságba helyezte a bevonuló katonák elől. A megmaradó könyvek jelentős részét azonban lefoglalták a nácik. „Adolf Eichmann meglátogatta a Rabbiszemináriumot. Közvetlenül a könyvtárba ment, gyorsan végignézte, majd bezárta az ajtót és magával vitte a kulcsot.” – írja Carmilly-Weinberger.
3000 kötetet vitetett Prágába, ahol a volt zsidónegyedben, a „Kihalt fajok múzeumá”-ban akarta kiállítani az európai zsidóságot. Ezután csak a ’80-as években találták meg a könyveket a prágai nemzeti múzeum pincéjében, és egy részüket 1989-ben visszavitették Budapestre. A könyvtárára a Rabbiképző Egyetem még ma is igen büszke. A világ legrangosabb zsidó vallási könyvgyűjteményének számít, Izraelé után.

## A háború után
A nácik veresége után a Rabbiszeminárium újra működni kezdett, és már két hónappal a német kapituláció után ismét kinyitotta kapuit. Azonban az iskolarészben nem volt elég tanuló ahhoz, hogy a gimnáziumi funkciót hosszú távon fenn lehessen tartani. Ehelyett egy tanárképzőt alapítottak, ahol vallástanárnak, illetve héber tanárnak lehetett tanulni. Mindent elölről kellett kezdeni.
A kommunista vezetés vallásellenessége ellenére a budapesti Rabbiszeminárium megmaradt, egyetlenként Kelet-Európában. Cserébe viszonylag erősen kellett a vezetéshez alkalmazkodni. A vallási életet államilag szabályozták. Ennek szellemében létrehoztak egy vallási minisztériumot, ami többek között a rabbiposztok betöltéséért volt felelős. Ilyen módon a Rabbiképző is függött a politikai vezetéstől. A tananyagnak is meg kellett felelnie a szocialista elvárásoknak.
Mint a vasfüggönytől keletre eső terület egyetlen rabbiképzője, a szocializmus idejében Budapest fontos feladatot kapott. Egész Kelet-Európából, sőt, még Izraelből is érkeztek a hallgatók, hogy rabbinak vagy kántornak tanuljanak.

## A rendszerváltás után
A rendszerváltás éveiben külföldi segélyek felhasználásával felújították a Rabbiszeminárium épületét, modernizálták a könyvtárát, sőt, a régi könyvek, kéziratok hosszadalmas restaurációja is elkezdődött. Jelenleg a Rabbiképzőben magyarországi és külföldi hallgatók egyaránt tanulnak a BA, MA és PhD képzéseken. Alap- és mesterképzésen, illetve szakirányú képzéseken rabbi, kántor, előimádkozó, judaisztika, zsidó felekezeti szociális munkás, zsidó közösségszervező és zsidó kultúratörténet szakokon lehet tanulni. Az egyetemen vallástudományi doktori iskola is működik, ahol PhD fokozatot és habilitált doktori címet is lehet szerezni.

## Szakok

#### Alapszakok
- egyházi/felekezeti közösségszervező
- felekezeti szociális munkás
- judaisztika

#### Osztatlan képzés
- rabbi

#### Mesterszak
- zsidó kultúratörténet

#### Egyéb képzések
- kántor szakirányú továbbképzés
- előimádkozó-képzés
- hitoktató-képzés

## Rektorai
A lista forrása:
- Bloch Mózes: 1876 – 1907
- Dr. Bacher Vilmos: 1907 – 1913
- Dr. Blau Lajos: 1914 – 1932
- Dr. Guttmann Mihály: 1933 – 1942
- Dr. Löwinger Sámuel: 1942 – 1950
- Dr. Róth Ernő és Dr. Scheiber Sándor (évenkénti rotációban): 1950 – 1956
- Dr. Scheiber Sándor: 1956 – 1985
- Dr. Schweitzer József: 1985 – 1998
- Dr. Schőner Alfréd: 1998 – 2019
- Dr. Vajda Károly: 2019 – 2022
- Dr. Balázs Gábor: 2022-től mint rektori feladatokkal megbízott általános rektorhelyettes, 2025-től mint rektor

## Nevezetes tanárai
| - Bacher Vilmos - Bloch Mózes - Kaufmann Dávid - Brill Sámuel Lőb - Deutsch Sámuel - Klein Miksa - Goldziher Ignác - Kohn Sámuel - Venetianer Lajos - Guttmann Mihály - Feldmann Mózes - Blau Lajos - Heller Bernát | - Edelstein Bertalan - Fischer Gyula - Hevesi Simon - Hoffer Ármin - Weisz Miksa - Bánóczi József - Stein Károly - Bloch Henrik - Schritt Salamon - Csetényi Imre - Bercsényi Móric - Hausbrunner Vilmos - Ungárné Komoly Judit |

## Ismertebb hallgatók
- Juhász Gábor
- Csanády László Sámuel

## Képtár
- Az épület egy 1902-es fényképen
- Somogyi Béla utcai homlokzat
- Scheiber Sándor utcai homlokzat
- Ablakok
- Ablak közelről
- Scheiber Sándor utcai (fő)bejárat
- Somogyi Béla utcai bejárat

## Külső hivatkozások
- Magyar zsidó lexikon. Szerk. Ujvári Péter. Budapest: Magyar Zsidó Lexikon. 1929.
- Kormos, Péter, Villányi András, Raj Tamás. Budapest zsinagógái – The Synagogues of Budapest. Budapest: Villányi Kiadó (2007). ISBN 9789632179735
- P. Brestyánszky, Ilona. Budapest zsinagógái. Budapest: Ciceró, 120–125. o. (1999). ISBN 9635392516
- az OR-ZSE honlapja